# Lago di Verzegnis
Il Lago di Verzegnis è un lago artificiale della Carnia, in Friuli-Venezia Giulia (provincia di Udine), posto nel territorio del comune carnico di Verzegnis.

## Caratteristiche tecniche invaso
- Tipologia diga: ad arco a doppia curvatura
- Altezza dal punto più represso delle fondazioni: 60 m
- Sviluppo del coronamento: 144.64 m
- Volume della diga: 29.000 m³
- Livello di massimo invaso: 484 mslm
- Capacita d'invaso complessiva: 3,6 milioni di m³
- Superficie del bacino imbrifero: 323 km²
- Corso d'acqua: Ambiesta